# Problema bulenta
Problema bulenta är en fjärilsart som beskrevs av Jean Baptiste Boisduval och John Lawrence LeConte 1833. Problema bulenta ingår i släktet Problema och familjen tjockhuvuden. Inga underarter finns listade i Catalogue of Life.

## Bildgalleri

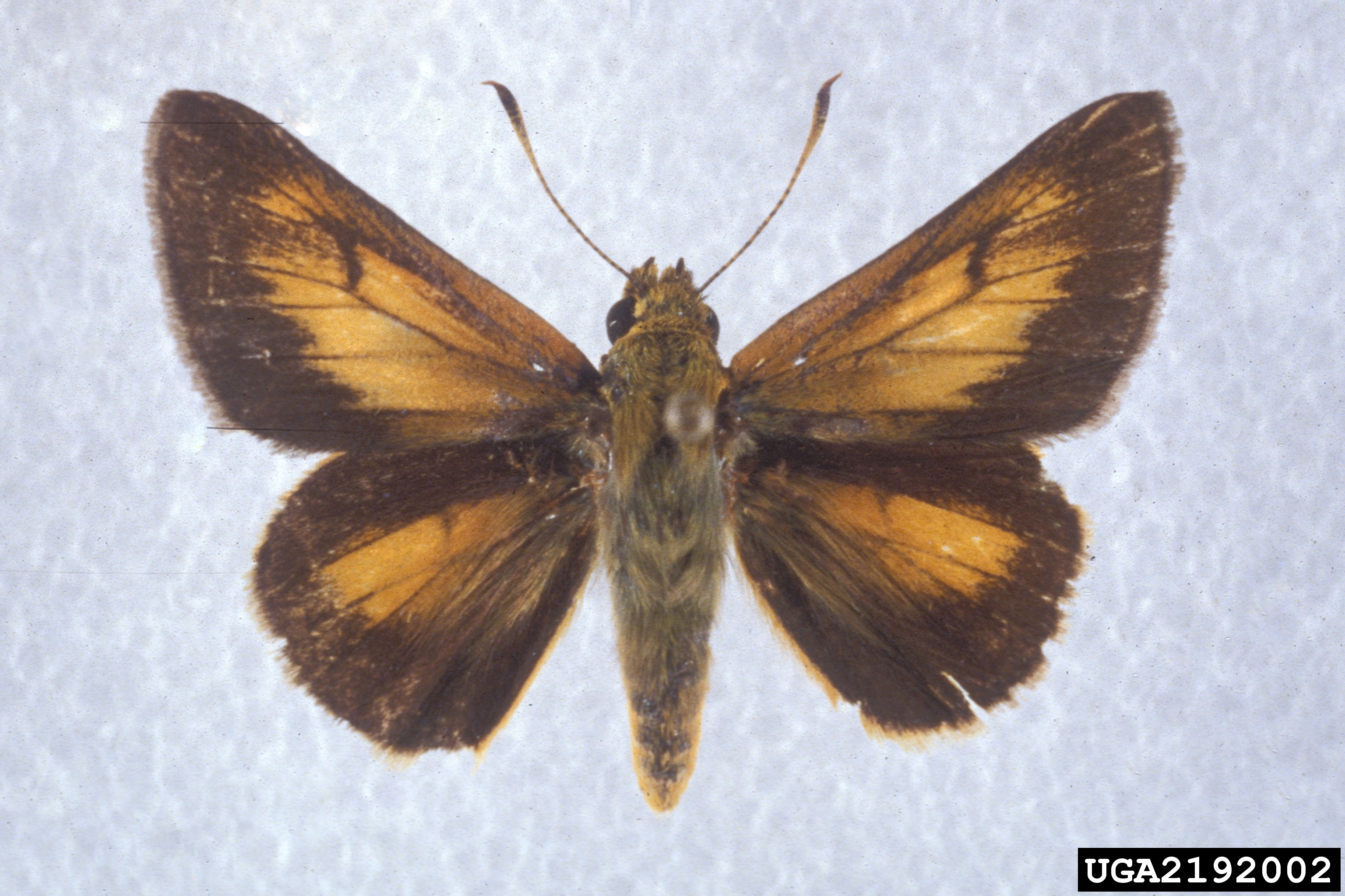